# Vojenský převrat v Myanmaru 2021
Vojenský převrat v Myanmaru je probíhající státní převrat v Myanmaru (Barmě) provedený myanmarskou armádou dne 1. února 2021. Myanmarská armáda po zadržení některých politiků, včetně šéfky vlády Aun Schan Su Ťij, vyhlásila výjimečný stav na jeden rok. Moc oficiálně převzal velitel ozbrojených sil Min Aun Hlain.
Při protestech zemřelo přes 800 lidí.

## Pozadí
Převrat byl uskutečněn po volbách konaných v listopadu 2020, kdy většinu křesel získala strana Národní liga pro demokracii premiérky Su Ťij. Strana svazové soudržnosti a rozvoje, jež vládla zemi 50 let, žádala revizi volebních výsledků. Volební komise pochybení ale odmítla.

## Průběh
Mluvčí strany Národní liga pro demokracii agentuře Reuters řekl, že dne 1. února 2021 v ranních hodinách byla zadržena šéfka vlády Su Ťij, prezident Win Miyn a další politici a že očekává i své zatčení. Společnost BBC posléze uvedla, že v ulicích hlavního města Neipyijta i největšího města Rangúnu jsou vojáci. Agentura Reuters oznámila, že bylo přerušeno telefonní spojení s oběma městy, státní televize přestala vysílat a prudce se zhoršilo internetové spojení. Vojenská televizní stanice Myawaddy TV, která stále vysílala, informovala o převzetí moci armádou.
Su Ťij vyzvala v prohlášení, které zveřejnila její strana NLD, že by lidé neměli přijmout tento vojenský převrat a měli by proti němu protestovat.
Posléze lidé zaplavili tržiště v Rangúnu, aby se zásobili jídlem a dalšími základními potřebami, zatímco jiní vytvořili dlouhé fronty před bankomaty, aby si vybrali hotovost. Někteří lidé začali sundávat červené vlajky NLD, které měli pověšené na svých domech nebo podnicích. Barmské banky se dohodly, že v tento den dočasně zruší veškeré finanční služby kvůli špatnému internetovému spojení.
Dne 3. února podala myanmarská policie na Su Ťij trestní oznámení a obvinila ji z porušení zákona za údajný dovoz nelicencovaných komunikačních zařízení, používaných její ochrankou, poté, co provedla razii v jejím domě. Mezitím byl prezident Myin také obviněn z porušení zákona o zvládání přírodních katastrof, konkrétně za to, že v září 2020 mával na projíždějící konvoj strany NLD, čímž porušil pravidla proti volební kampani během pandemie covidu-19.

## Protesty

### Únor 2021

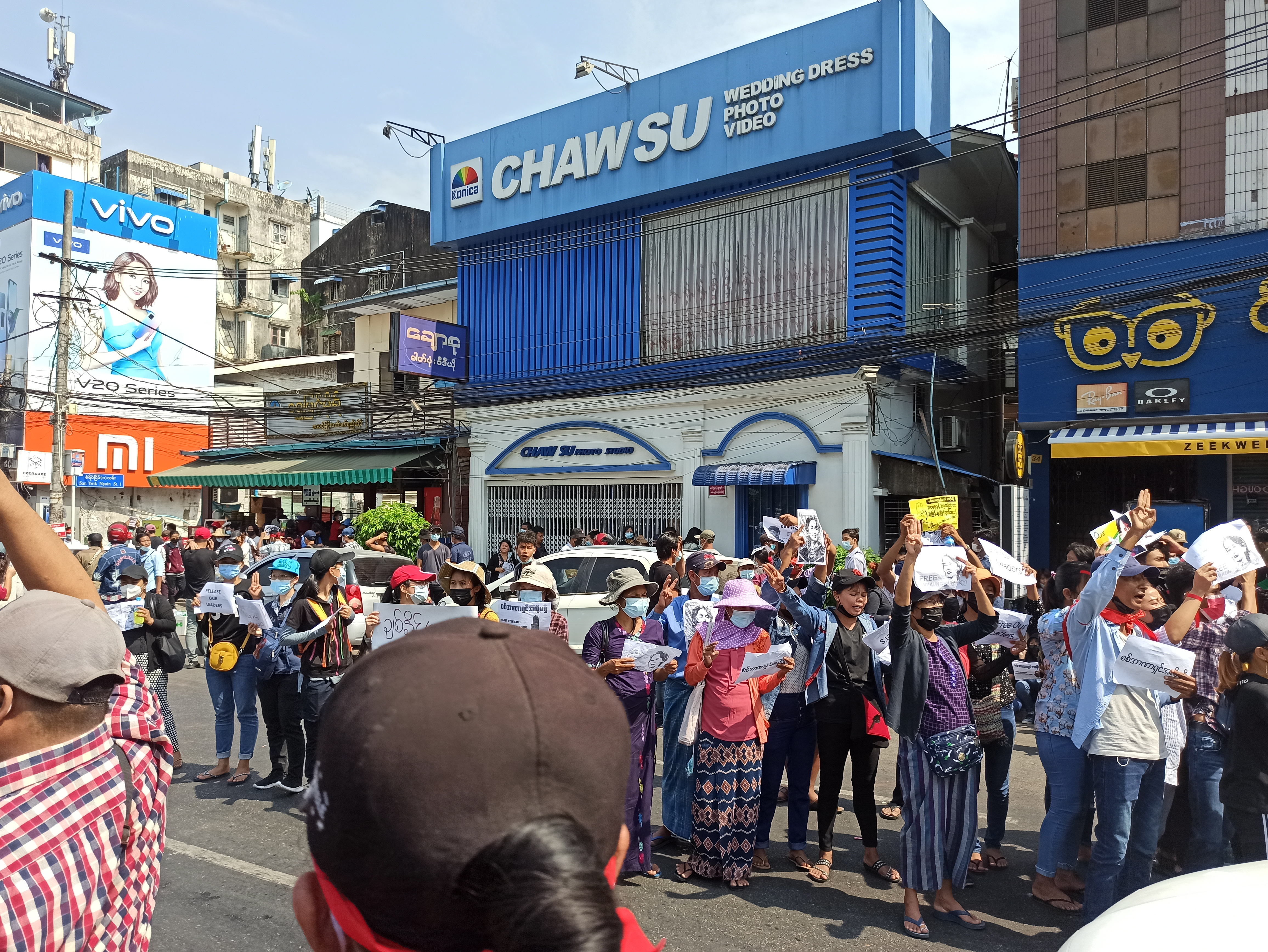
Protesty v Rangúnu (8. února 2021)

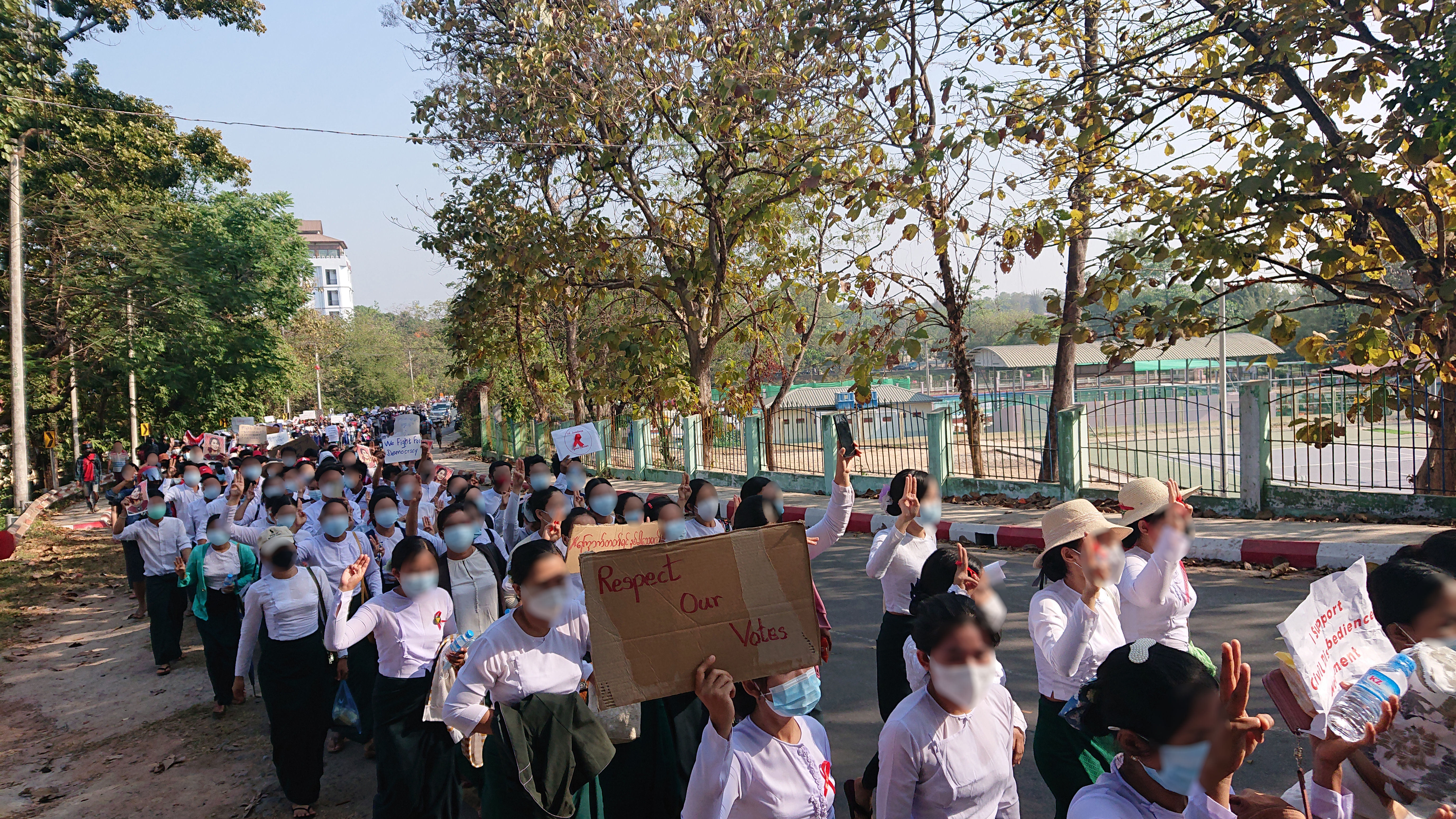
Učitelé protestující ve městě Hpa-an (9. února 2021)

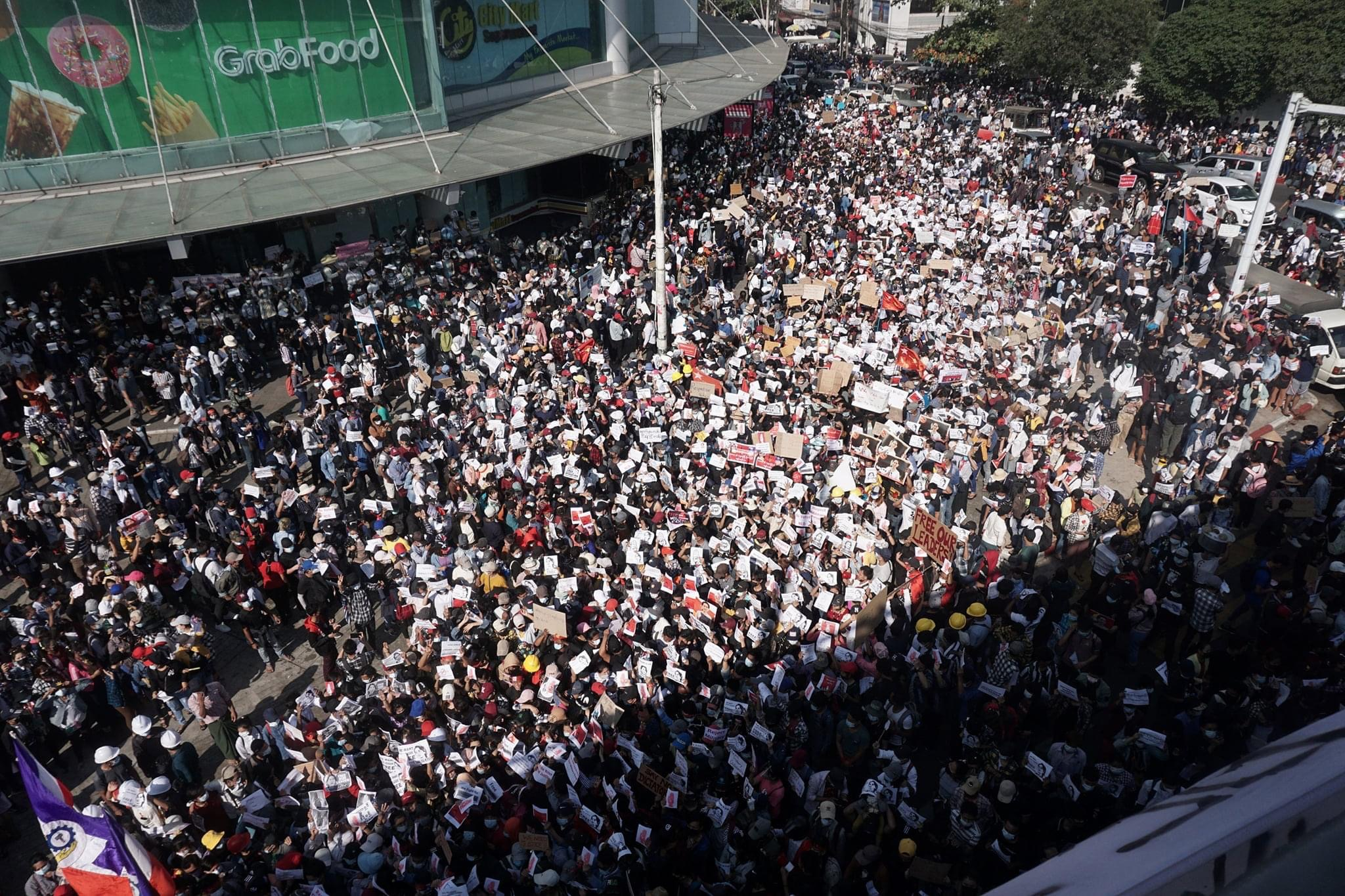
Tisíce protestujících v Rangúnu (9. února 2021)

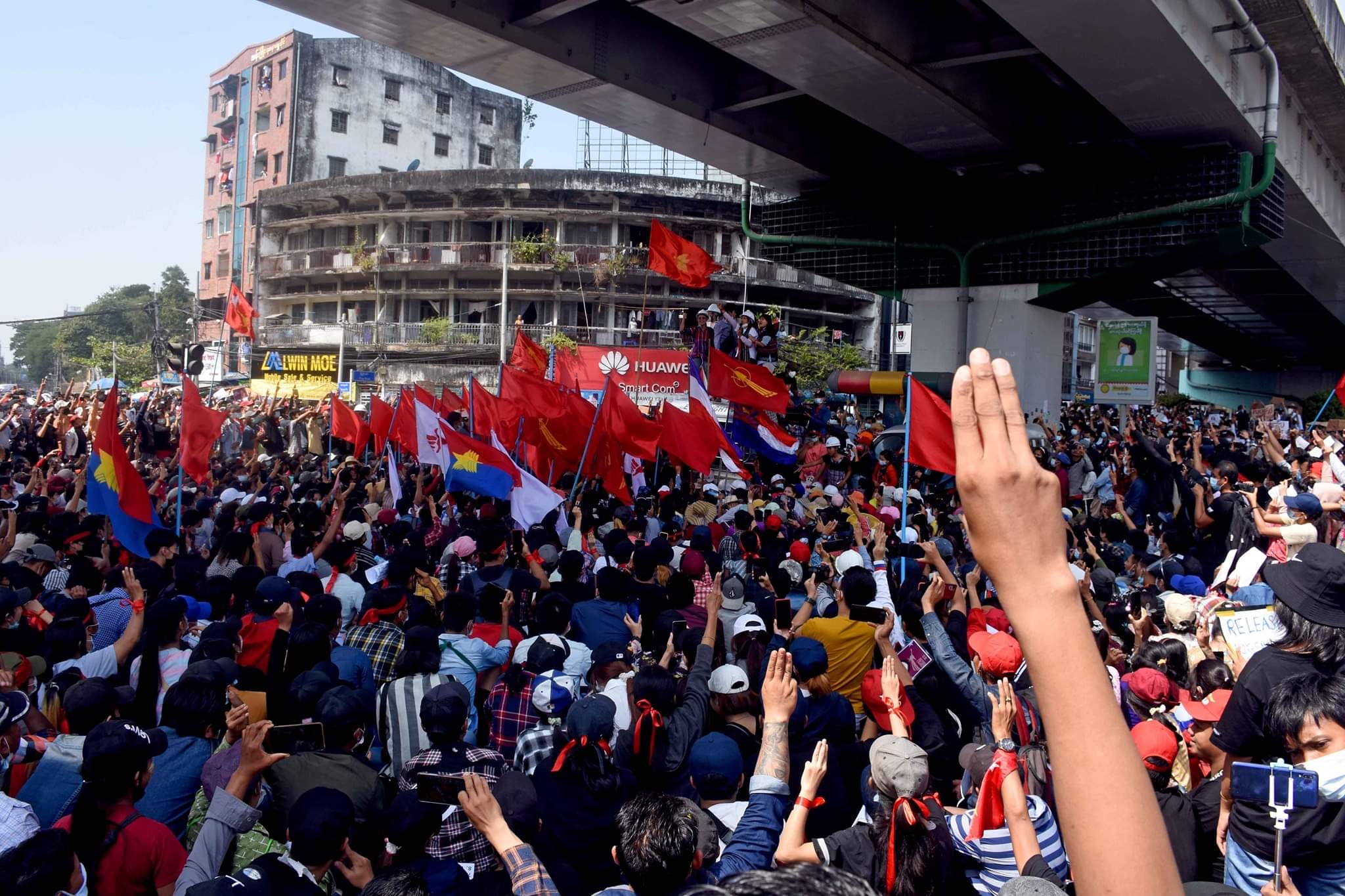
Protestující v Rangúnu (9. února 2021)

Dne 4. února se před konal první otevřený protest proti tomuto převratu. Před Lékařskou univerzitou v Mandalaji se sešlo asi 20 lidí. Všem operátorům a poskytovatelům internetu bylo nařízeno do 7. února v Myanmaru zablokovat Facebook. Po zablokování Facebooku se obyvatelé přesunuli na Twitter a vyjadřovali zde svou nespokojenost, mj. také mnoha hasthagy, jako například #RespectOurVotes nebo #SaveMyanmar.
Dne 6. února se v Rangúnu konaly protesty, kterých se zúčastnilo přes 20 000 lidí. Protesty se rozšířily také do Neipyijta či Mandalaje.
Dne 9. února armáda zasáhla proti pokojným protestů střelbou, při kterých zranila šest demonstrantů. V Mandalaji bylo zatčeno asi 100 demonstrantů. Stejného dne policie přepadla ústředí NLD v Rangúnu. Dne 10. února byla většina demonstrantů zadržených předchozího dne v Mandalaji propuštěna.
Dne 11. února stovky lidí protestovaly před čínským velvyslanectvím v Rangúnu, protože Čína podle nich vojenskou juntu podporuje.
Dne 12. února 2021 zatkla armáda vládní ministry, úředníky, vysoce postavené členy NLD či aktivisty.
Dne 13. února 2021 vojenská junta nařídila zatknout sedm známých podporovatelů protestů proti vojenskému převratu. Jedním z nich je také Min Ko Naing, označovaný jako „barmský Havel“.
Dne 15. února 2021 armáda po velkých městech rozmístila obrněná vozidla ve snaze umlčet demonstrace v zemi. Tisíce demonstrantů v různých městech po celé Myanmaru vyzývaly k propuštění Su Ťij.
Dne 17. února byly vydané zatykače několik celebrit, například na barmské herce Lu Mina či Pyaye Ti Oo, za podporu demonstrací.
Dne 19. února byla v zemi zablokována Wikipedie. Stejného dne byla také oznámena smrt demonstrantky, která byla při protestech z 9. února v Neipyijtu postřelena do hlavy, tato žena je tak první potvrzenou obětí těchto protestů.
Dne 20. února policie v Mandalaji střílela do stávkujících dělníků. Jeden dobrovolnický zdravotník oznámil, že při této potyčce mezi policií a demonstranty byli zabiti dva lidi – jeden zemřel na místě po zasažení do hlavy, druhý zemřel později na zranění, která utrpěl na hrudi, dalších 40 jich bylo zraněno.
Dne 25. února začali stávkovat také řidiči kamionů tím, že odmítli převážet zboží z přístavů. Odhaduje se, že do této stávky se zapojí 90 % ze všech 4 000 řidičů ve městě. Slíbeno bylo, že se budou dovážet pouze základní věci – potraviny, léky a tkaniny pro továrny.
Dne 26. února myanmarský velvyslanec Ťjo Mou Tchun při projevu v OSN převrat tvrdě odsoudil. Uvedl, že stojí za svrženou političkou Aun Schan Su Ťij a vyzval k přísnějším mezinárodním sankcím. Následujícího dne byl z funkce odvolán.
Dne 28. února bezpečnostní složky demonstranty zatýkaly po stovkách a manifestace rozháněly vodními děly, slzným plynem a zřejmě i střelbou. Tento den zemřelo 18 lidí, do tohoto dne nejvíce od začátku protestů. První úmrtí hlásilo město Dawei, kde policie jednoho člověka zastřelila. Další mrtví jsou hlášeni v městech Rangún a Mandalaj.

### Březen 2021
Dne 3. března uvedla zmocněnkyně OSN Christine Schranerová Burgenerová, že za tento den zemřelo 38 protestujících.
Dne 7. března vyšly do ulic v druhém největším městě Mandalaji desítky tisíc lidí. Mimo jiné zde byl uspořádán tichý dvouminutový protest na uctění památky všech obětí, které si tyto protesty vyžádaly.
Dne 9. března bylo zrušeno pět nezávislých zpravodajských serverů, včetně serveru Myanmar Now, poté, co jim byla armádou odebrána licence. Předchozího dne do sídla zpravodajství Myanmar Now vtrhla policie a zabavila všechny elektronické přístroje.
Dne 14. března zemřelo 38 lidí, přes 20 lidí bylo zabito v dělnnické čtvrti v Rangúnu, kde protestující zapalovali továrny financované Čínou.
Dne 27. března při zásazích proti protestujícím vojenská junta zabila nejméně 144 lidí, včetně několika dětí.

### Duben 2021
Dne 10. dubna armáda zabila ve městě Bago přes 80 demonstrantů.

## Reakce
Americký prezident Joe Biden odsoudil převrat jako „přímý útok na přechod země k demokracii“ a pohrozil obnovením sankcí.
Charles Michel, předseda Evropské rady, vyzval k respektování volebních výsledků. Ursula von der Leyenová, předsedkyně Evropské komise a britský premiér Boris Johnson vyzvali k okamžitému propuštění všech, které armáda v souvislosti s tímto činem zajala. Tento převrat kritizoval také generální tajemník OSN António Guterres.
Český prezident Miloš Zeman v dopise, který poslal Su Ťij, vyjádřil hluboké znepokojení nad touto situací, uvedl také, že Česko tento puč odsuzuje.
Thajsko, Kambodža a Filipíny označily čin jako vnitřní záležitost Myanmaru.